# Thevenetimyia zerrinae
Thevenetimyia zerrinae är en tvåvingeart som beskrevs av Hasbenli 2005. Thevenetimyia zerrinae ingår i släktet Thevenetimyia och familjen svävflugor.
Artens utbredningsområde är Turkiet. Inga underarter finns listade i Catalogue of Life.